# 20589 Hennyadmoni
20589 Hennyadmoni è un asteroide della fascia principale. Scoperto nel 1999, presenta un'orbita caratterizzata da un semiasse maggiore pari a 2,5828763 UA e da un'eccentricità di 0,1504794, inclinata di 3,23831° rispetto all'eclittica.